# Sockenstuga

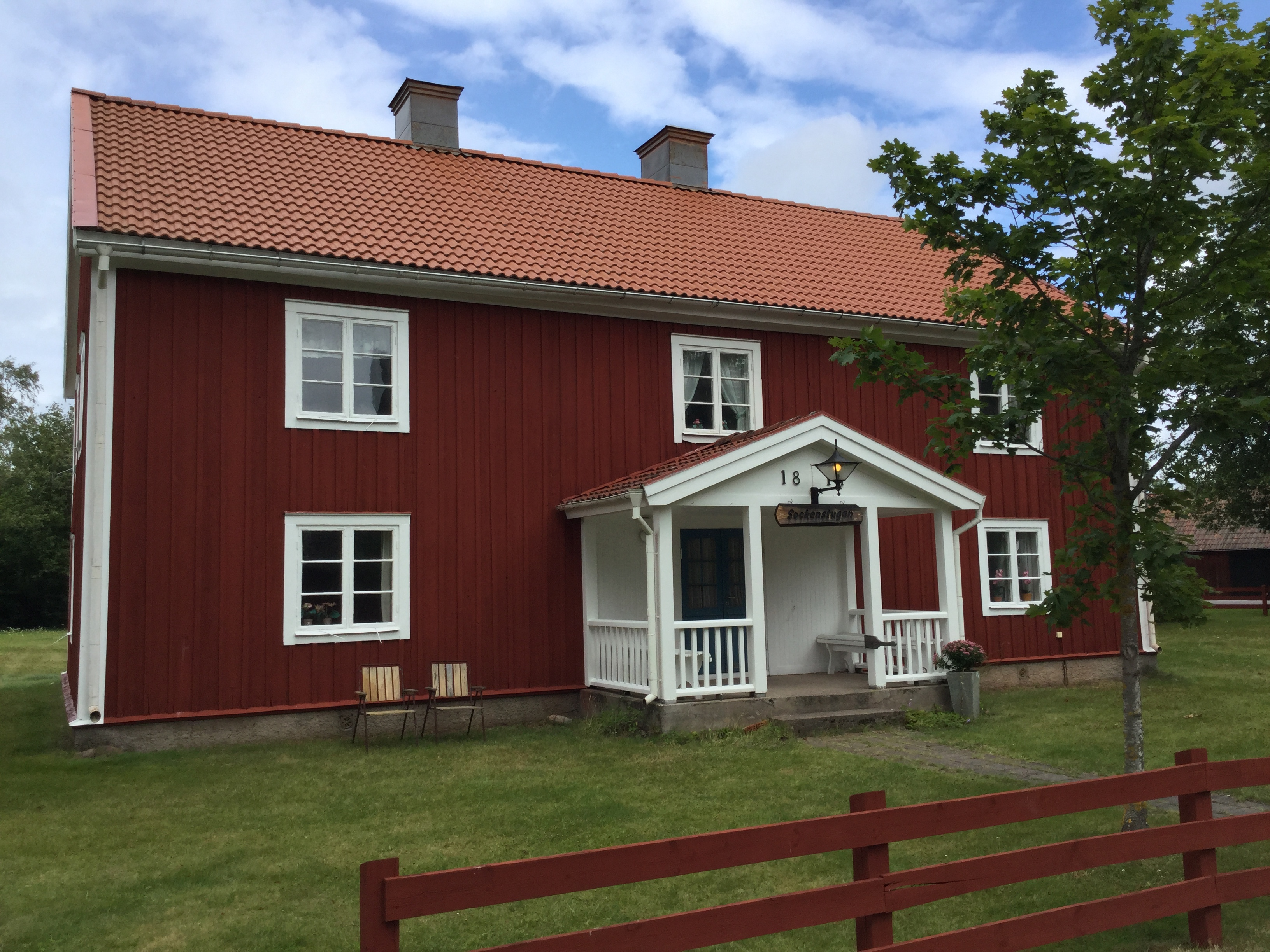
Ulrika sockenstuga

Sockenstuga var den byggnad där sockenstämma kunde hållas i en socken, eller andra slags möten, till exempel kyrkostämma.
Sockenstugor byggdes i Sverige från 1600-talet, men ännu i slutet av 1800-talet saknade många platser en egen sockenstuga. De boende i socknen, prästerna undantagna, hade en förpliktelse att bidra till kostnaderna för underhållet av sockenstugan.

## Bildgalleri

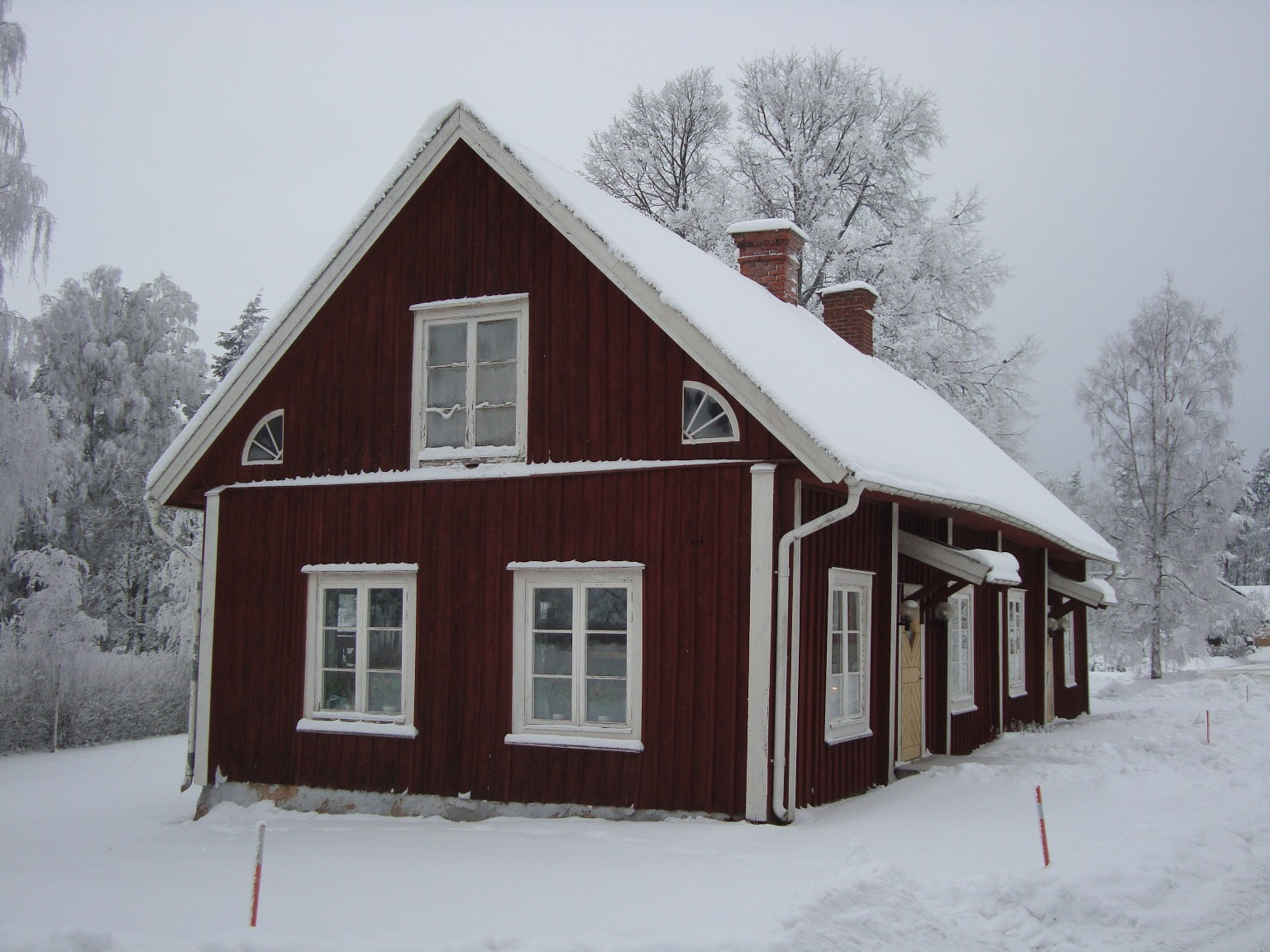
Mosjö sockenstuga
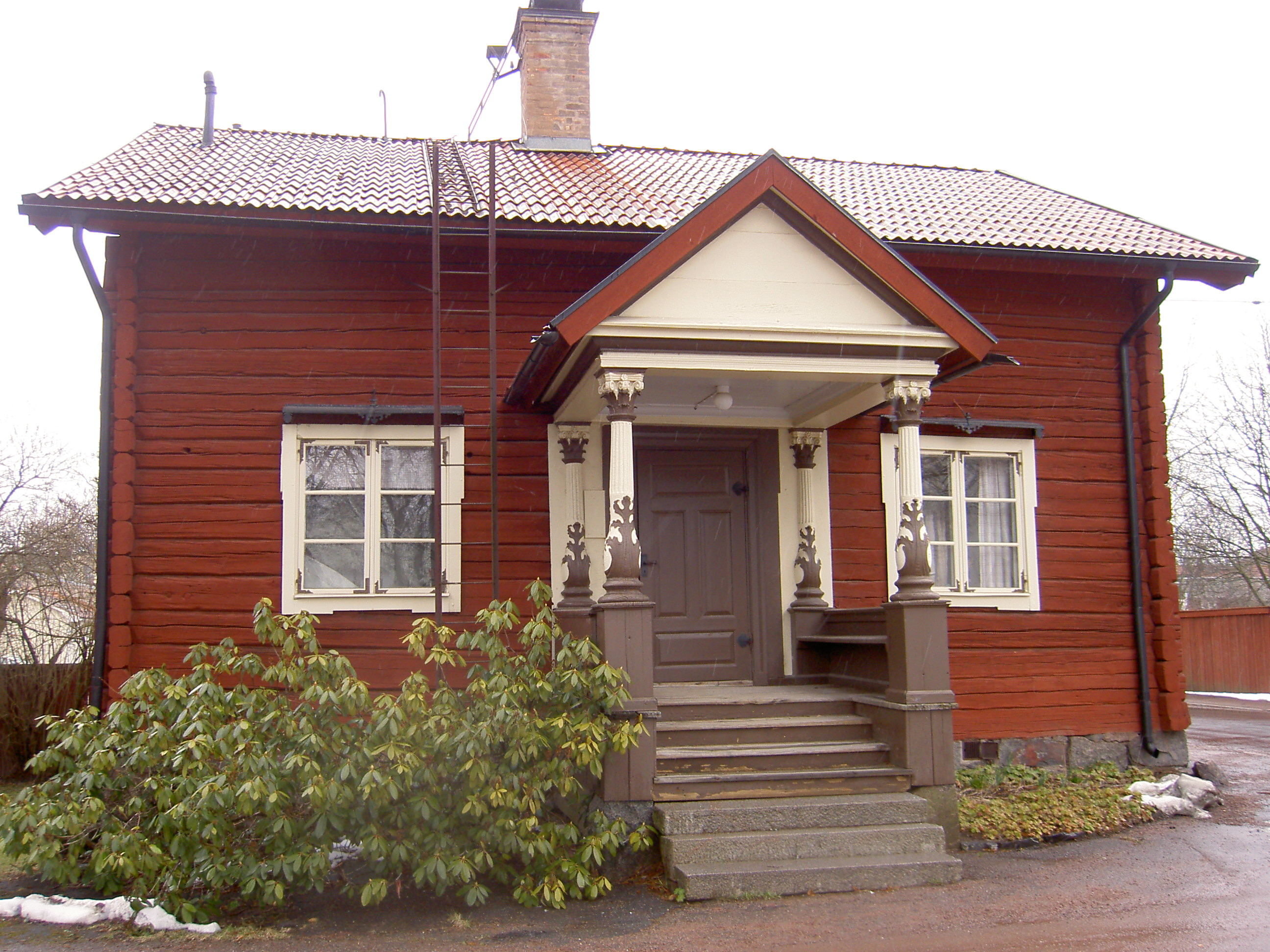
Säters sockens sockenstuga
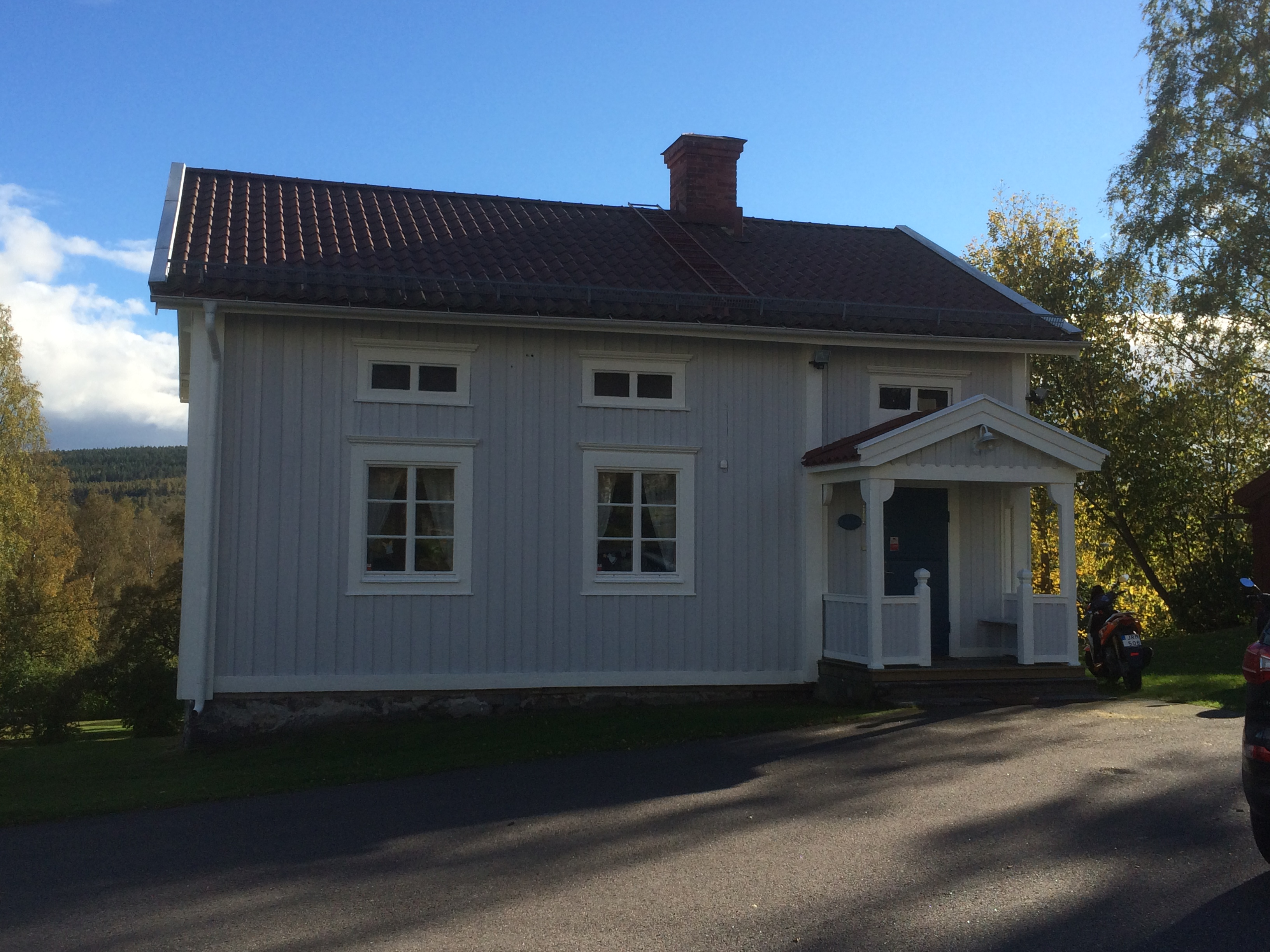
Selångers sockenstuga
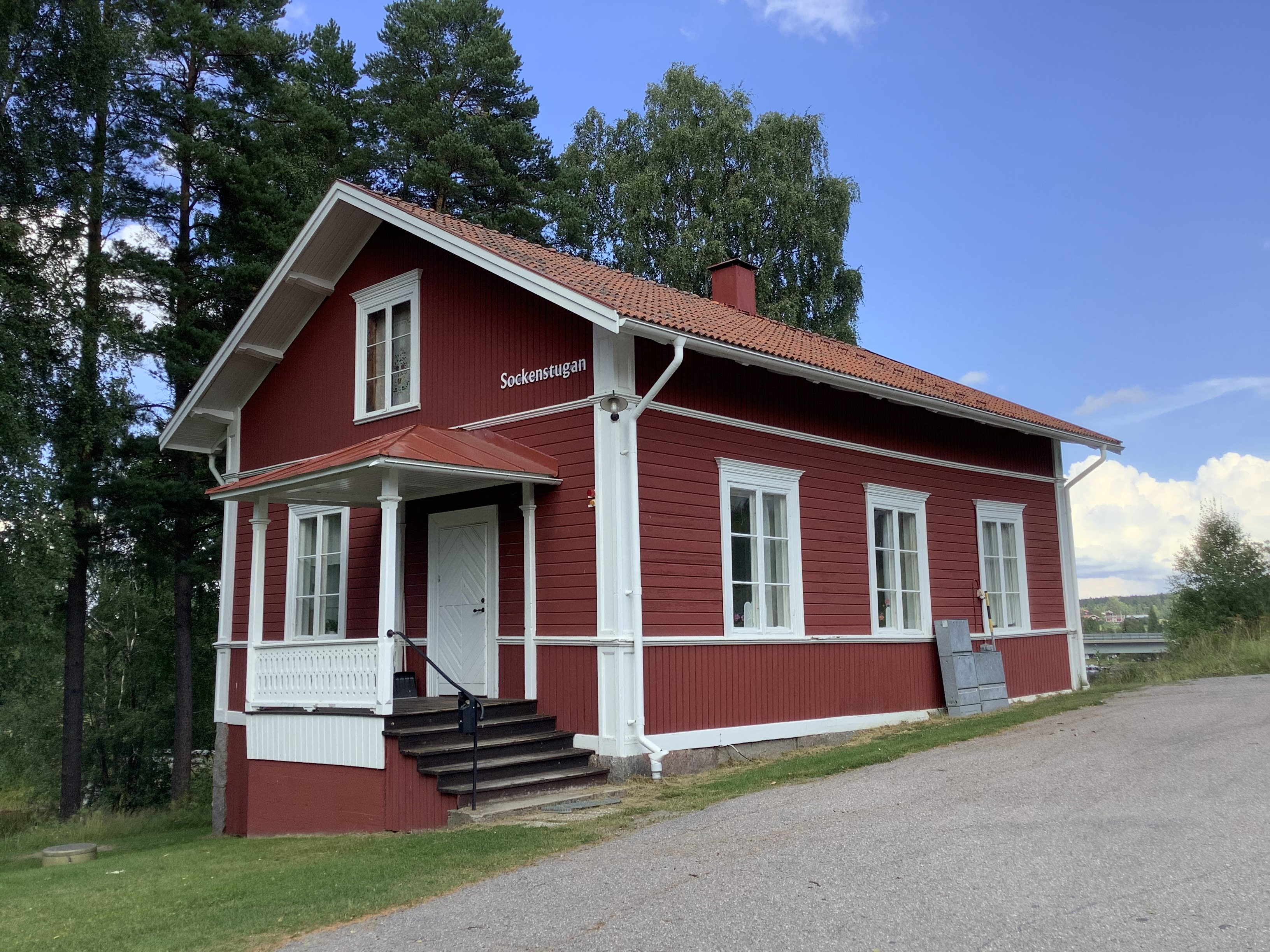
Järvsös sockenstuga